# Ampulex aeneola
Ampulex aeneola är en  stekelart som beskrevs av Bradley 1934. Ampulex aeneola ingår i släktet Ampulex och familjen Ampulicidae. Inga underarter finns listade i Catalogue of Life.